# Spas Genow
Spas Genow, bulgarisch: Спас Генов; englische Transkription: Spas Genov (* 24. Mai 1981 in Burgas) ist ein bulgarischer Boxer.

## Erfolge
Spas Genow konnte das Viertelfinale der Europameisterschaften 2002 in Perm erreichen und startete bei den Weltmeisterschaften 2003 in Bangkok. Dort schlug er überraschend den Europa- und Weltmeister Dorel Simion und den zweifachen Afrikameister Benamar Meskine, ehe er im Achtelfinale gegen den amtierenden Weltmeister Lorenzo Aragón ausschied.
Sein größter Erfolg war der Gewinn der Silbermedaille im Weltergewicht bei den Europameisterschaften 2006 in Plowdiw, als er gegen Nasimi Aydinov aus Aserbaidschan, Michał Starbała aus Polen, Zoran Mitrović aus Serbien und Kahaber Jwania aus Georgien das Finale erreichte, in welchem er gegen Andrei Balanow aus Russland unterlag.
Genow ist darüber hinaus Gewinner internationaler Turniere in Bulgarien, Italien, Spanien, Bosnien und Serbien, sowie mehrfacher Bulgarischer Meister, zuletzt 2008 im Halbschwergewicht. Seit 2008 bestritt er zwölf erfolgreiche Profikämpfe in Deutschland und Bulgarien, von denen er acht vorzeitig gewann.
Ab 2014 boxte er bei „Pro Boxing“ des Amateurverbandes AIBA. Er besiegte bisher Džemal Bošnjak, Oybek Mamazulunov und Kennedy St-Pierre, während er Niederlagen gegen Joe Ward und Mathieu Bauderlique erlitt.
Nachdem dies erstmals Profiboxern möglich gemacht wurde, versuchte er sich für die Olympischen Spiele 2016 in Rio de Janeiro zu qualifizieren, verlor aber bei den Ausscheidungskämpfen in Venezuela gegen Jonathan Esquivel mit 1:2.